# Flames of Freedom
Flames of Freedom  (anche conosciuto come Midwinter II: Flames of Freedom) è un videogioco sparatutto d'azione in prima persona e di ruolo con elementi di simulazione, pubblicato dalla MicroProse nel 1991 per MS-DOS, Amiga e Atari ST. Si tratta del seguito del gioco del 1989 Midwinter. Il titolo provvisorio era Wildfire. La versione per Amiga venne pubblicata dalla Kixx XL nel 1993.

## Trama
Il gioco è ambientato in un mondo appena uscito da un inverno nucleare, che si vede nel gioco precedente, Midwinter. I giocatori assumono il ruolo di un agente segreto della Atlantic Federation che cerca di liberare una serie di "Isole della Schiavitù" tropicali dall'oppressivo impero Saharan, che governa il continente africano.

## Modalità di gioco
Le missioni possono essere affrontate, generalmente, in maniera libera, lasciando al giocatore la scelta dell'approccio. Ogni isola ha obiettivi diversi (sabotaggio, assassini, etc.), e l'ordine in cui affrontarli e a discrezione del giocatore. Il gioco tenta di creare un open world dettagliato, utilizzando diversi personaggi e veicoli  con cui il giocatore può interagire. I veicoli differiscono tra terrestri, marini e aerei (i giocatori possono prendere il controllo dei veicoli nemici), tuttavia si controllano tutti in maniera piuttosto semplice e simile tra di loro. La grafica è un rudimentale 3D, tipico per il periodo.

## Critica
Il gioco venne acclamato praticamente all'unanimità al tempo della sua uscita. Sulla stampa del Regno Unito vinse diversi riconoscimenti, incluso un 96% / CVG Hit da Computer and Video Games e un 95% / ACE TrailBlazer da ACE per la versione per Atari ST e un 92% / CU Screen Star da CU Amiga per la versione per Amiga. The Games Machine italiana assegnò 96% alla versione Atari e 5/5 a quella Amiga.